# Анна София фон Пфалц-Цвайбрюкен-Биркенфелд
Анна София фон Пфалц-Цвайбрюкен-Биркенфелд (на немски: Anna Sofie von Pfalz-Zweibrücken-Birkenfeld; * 2 април 1619, Биркенфелд; † 1 септември 1680, Кведлинбург) от страничната линия на пфалцските Вителсбахи, е пфалцграфиня от Пфалц-Цвайбрюкен-Биркенфелд и като Анна София II лутеранска княжеска абатиса на светския манастир Кведлинбург (1645 – 1680 г.).

## Живот
Тя е втората дъщеря на пфалцграф и херцог Георг Вилхелм фон Пфалц-Биркенфелд (1591 – 1669) и първата му съпруга графиня Доротея фон Золмс-Зоненвалде (1586 – 1625), дъщеря на граф Ото фон Золмс-Лаубах-Зоненвалде (1550 – 1612) и Анна Амалия фон Насау-Вайлбург (1560 – 1634). Баща ѝ Георг Вилхелм се жени втори път на 30 ноември 1641 г. в дворец Биркенфелд за Юлиана фон Салм-Грумбах (1616 – 1647), развежда се на 18 ноември 1642 г., и на 8 март 1649 г. се жени трети път в замък Харбург за графиня Анна Елизабет фон Йотинген-Йотинген (1603 – 1673).
На 15 юли 1645 г. тя е тържествено въведена като Анна София II като абатиса на Кведлинбург. През времето на нейното управление е краят на Тридесетгодишната война. Тя трябва да плати големи контрибуционски суми. За да пази манастира си и града, тя лично отива в главната квартира на генерала на шведската войска в Германия пфалцграф Карл X Густав.
След войната икономическото и финансовото положение на манастира се поправя. По-късно тя има често противоречия със съвета на града и с пазителя на манастира Йохан ГеоргII от Саксония. През 1677 г. без нейното знание Анна София фон Хесен-Дармщат е избрана за коадюторка на манастира, която става след смъртта и през 1680 г. княжеска абатиса.